# You Fail Me
You Fail Me (с англ. — «Ты подводишь меня») — пятый студийный альбом американской металкор-группы Converge, выпущенный 20 сентября 2004 года лейблом Epitaph Records. Первый релиз группы на лейбле был спродюсирован Аланом Душесом и гитаристом Куртом Баллу, а оформление создал вокалист Джейкоб Бэннон.
Это первый альбом группы, попавший в коммерческие чарты и занявший 171-ю строчку в Billboard 200.

## Предыстория и запись
Converge начали писать материал для You Fail Me после записи Jane Doe; они писали его в дороге во время саундчеков концертов. Бо́льшая часть материала была проработана в концертной обстановке в течение некоторого времени, прежде чем группа вошла в студию. Бэннон заявил следующее: «Это определённо придало новый уровень утончённости материалу альбома». Запись альбома проходила в марте 2004 года, в основном в студии God City, с дополнительной записью в Magpie Sound Design и Witch Doctor Studio.

## Композиция и стиль
Когда Джейкоба Бэннона спросили о концепции альбома, он сказал: 

После того, как Jane Doe была записана и выпущена, я думала, что почувствую, как эмоциональный груз, который я нёс, спадёт с моих плеч. Передо мной были собраны все кусочки головоломки. Выходы приносят завершение, или, по крайней мере, я так думал. После этого я поставил себя на кон в поисках эмоционального решения с Jane Doe, но оно так и не пришло. Когда альбом был выпущен, я не почувствовал себя лучше, ничего не изменилось. Моя депрессия продолжала накатывать сама собой. В тот момент я перестал надеяться и искать, и пристально взглянул на свою жизнь и на своё сердце. Я провёл тщательный анализ своей души и обнаружил, что в себе самом так много неудач. Это открытие стало для меня огромным открытием. Когда я снова начал видеть ясно, я также увидел неудачи в друзьях и любимых, которые меня окружали. Как мы подводим друг друга и как мы подводим самих себя. Это песни о неудачах. И, в конечном счете, о том, как пережить саморазрушение и трагедию, с которыми мы все сталкиваемся в своей жизни. В музыкальном плане нашей единственной целью было написать альбом, который тронул бы нас и бросил вызов. Мы считаем, что достигли этого.
Бэннон заявил, что тексты песен «самоуверенны» и что в их написании определённо чувствовалась «ярость», которая не была заметна на предыдущих альбомах. Позже Бэннон сказал в интервью Epitaph следующее: 

Я продолжал писать и заниматься самоанализом. В этом я обнаружил столько неудач в себе, друзьях и любимых. Это наши песни о неудачах — о том, как мы подводим друг друга и как мы подводим самих себя. Речь идёт о том, чтобы встать на ноги и взять на себя ответственность. Речь идёт о том, чтобы встретиться лицом к лицу с этим демоном. Речь идёт о том, чтобы каждый день ставить практику жизни выше возможности умереть. Речь идёт о выживании.

## Выпуск и продвижение
You Fail Me был выпущен 20 сентября 2004 года лейблом Epitaph Records (20 сентября в Европе и 21 сентября в США). Первые гастроли Converge в качестве хэдлайнеров в поддержку альбома началось в сентябре 2004 года с Cave In и Between the Buried and Me. В ходе него Converge продали 50 копий альбома Rise of the Great Machine, выпущенного в рамках сайд-проекта Бэннона Supermachiner.
14 февраля 2005 года было выпущено музыкальное видео на песню «Eagles Become Vultures», снятое режиссёром Заком Мерком.

### You Fail Me Redux
17 июня 2016 года Converge переиздали альбом под названием You Fail Me Redux на лейблах Epitaph и Deathwish. Группа «никогда не была полностью довольна» оригинальным миксом и поручила гитаристу Курту Баллу сделать ремикс на альбом, а Алану Душесу — ремастеринг. Переиздание также содержит обновлённую обложку с реверсивной цветовой гаммой: рука, очерченная чёрным, на белом фоне. У Redux был тот же список композиций, что и у виниловой версии, но в отличие от оригинального альбома была добавлена песня «Wolves at My Door».
В интервью журналу Noisey Баллу объяснил, почему, по его мнению, альбом нуждается в ремикшировании: 

You Fail Me — это был последний раз, когда Converge записывали альбом, в котором я не участвовал во всём процессе разработки. Следующий альбом You Fail Me, который назывался No Heroes, был первым разом, когда я одновременно записал и свёл альбом Converge, за исключением The Poacher Diaries, который был мини-альбомом или сплитом. Закончив работу над No Heroes и сумев порадовать своих коллег по группе работой, которую я проделал над этим альбомом, я подумал, что мне бы очень хотелось вернуться и сделать ремикс You Fail Me. Я записал эту песню, но сведением занимался Мэтт Эллард, который проделал бо́льшую часть инженерной работы над Jane Doe. Но и сведение альбома проходило не в идеальных условиях. <…> Jane Doe была сведена в студии Fort Apache на консоли, с которой Мэтт был знаком, и у нас было достаточно времени, чтобы сделать эти миксы. С You Fail Me он пришёл и свёл в моей студии, в которой никогда раньше не работал, и это была незнакомая консоль. Он очень податливый звуковик и может работать где угодно, но, вероятно, сводить у меня дома было не лучшим решением для него. Кроме того, во время сведения у нас постоянно случались перебои с электричеством. Я не помню точных деталей, но, по-моему, мы записали с ним запись на шесть дней, но в итоге ему пришлось сделать это примерно за три, потому что он приходил, работал полчаса, а потом отключалось электричество. Летом он был отключён, поэтому утром, пока было ещё относительно прохладно, у нас было электричество, но затем, когда днём становилось жарко, мы отключались. Поэтому он проводил много времени, лёжа на диване, ожидая, когда снова включат электричество. Я по-прежнему считаю, что получилось здорово, но было что-то в отсутствии последовательности от песни к песне и в некоторых других деталях, которые заставили меня захотеть сделать ремикс. В звуковом плане я хотел, чтобы это более логично сочеталось с Jane Doe и No Heroes.

## Коммерческий успех
You Fail Me стал первым альбомом группы, попавшим в коммерческие чарты, достигнув 171-й строчки в Billboard 200; он также достиг 12-й строчки в чарте Top Heatseekers и 16-й строчки в чарте Independent Albums.

## Отзывы критиков
| Оценки критиков                  | Оценки критиков |
| Источник                         | Оценка          |
| -------------------------------- | --------------- |
| AllMusic                         | [ 15 ]          |
| Collector's Guide to Heavy Metal | 9/10            |
| Lambgoat                         | [ 17 ]          |
| Pitchfork Media                  | 8.0/10          |
| Sputnikmusic                     | [ 19 ]          |
| Stylus Magazine                  | A               |

You Fail Me получил положительные отзывы критиков.
На сайте AllMusic заявили, что альбому «удалось достичь всех нужных эмоциональных взлётов и падений», и назвали его «интуитивной и бодрящей смесью метала и олдскульного, достойного CBGB, гуттер-хардкора». Джо Познер из журнала Stylus Magazine сказал, что «Converge стали безупречно урезанным примером продуманной жестокости, находчивости и хитрости, смягчённых отчаянием. Больше, чем любая другая запись в их обширном каталоге, You Fail Me является свидетельством того, что Converge создали всё необходимое для обеспечения своего выживания». Адам Тёрнер-Хеффер из Sputnikmusic назвал группу «такой же важной, как Botch и Palehorse в их собственных жанрах, и с You Fail Me они здесь для того, чтобы доказать это». Сэмублл из Pitchfork Media сказал: «Converge не только сохранили (даже отточили) свой стиль бритвенного станка, но и теперь подкреплены мускулистым низкопробным игроком».

## Список композиций
Все тексты написаны Джейкобом Бэнноном, вся музыка написана группой Converge.
| №                   | Название                 | Длительность |
| ------------------- | ------------------------ | ------------ |
| 1.                  | «First Light»            | 1:01         |
| 2.                  | «Last Light»             | 3:33         |
| 3.                  | «Black Cloud»            | 2:19         |
| 4.                  | «Drop Out»               | 2:31         |
| 5.                  | «Hope Street»            | 1:06         |
| 6.                  | «Heartless»              | 2:28         |
| 7.                  | «You Fail Me»            | 5:36         |
| 8.                  | «In Her Shadow»          | 6:25         |
| 9.                  | «Eagles Become Vultures» | 2:10         |
| 10.                 | «Death King»             | 2:07         |
| 11.                 | «In Her Blood»           | 4:06         |
| 12.                 | «Hanging Moon»           | 2:04         |
| Общая длительность: | Общая длительность:      | 35:26        |

| №                   | Название                 | Длительность |
| ------------------- | ------------------------ | ------------ |
| 1.                  | «First Light»            | 1:01         |
| 2.                  | «Last Light»             | 3:33         |
| 3.                  | «Black Cloud»            | 2:19         |
| 4.                  | «Drop Out»               | 2:31         |
| 5.                  | «Hope Street»            | 1:06         |
| 6.                  | «Heartless»              | 2:28         |
| 7.                  | «You Fail Me»            | 5:36         |
| 8.                  | «In Her Shadow»          | 6:25         |
| 9.                  | «Eagles Become Vultures» | 2:10         |
| 10.                 | «Wolves at My Door»      | 2:32         |
| 11.                 | «Death King»             | 2:07         |
| 12.                 | «In Her Blood»           | 4:06         |
| 13.                 | «Hanging Moon»           | 2:04         |
| Общая длительность: | Общая длительность:      | 37:58        |

## Участники записи
| Converge - Джейкоб Бэннон — вокал, тексты песен - Курт Баллу — гитара, вокал, бас-гитара, клавишные, перкуссия - Нейт Ньютон — бас-гитара, вокал - Бен Коллер — ударные, перкуссия Приглашённые музыканты - Шон Мозли — фортепиано в «In Her Shadow» | Производственный персонал - Курт Баллу — продюсер, сведение, ремиксинг (Redux-издание) - Джейкоб Бэннон — сведение - Алан Душес — ремастеринг (Redux-издание) - Алан Душес — мастеринг - Мэттью Эллард — сведение - Шон Мозли — дополнительный звукоинженер - Крис Мойлан — дополнительный звукоинженер Художественное оформление - Джейкоб Бэннон — художественное оформление, дизайн, иллюстрации |

## Чарты
| Чарт (2004 г.)                      | Позиции в чартах |
| ----------------------------------- | ---------------- |
| ( Япония) Japanese Album Chart      | 246              |
| ( Великобритания) UK Album Chart    | 190              |
| ( США) Billboard 200                | 171              |
| ( США) Billboard Heatseekers Albums | 12               |
| ( США) Billboard Independent Albums | 16               |

### Redux
| Чарт (2016 г.)                | Позиции в чартах |
| ----------------------------- | ---------------- |
| ( США) Billboard Vinyl Albums | 11               |